# Korazija
Korazija je prirodno mehaničko oblikovanje stijena. Pojam se često krivo naziva korozija, što nije identično. Mehaničko oblikovanje kojim se oblikuje stijene iskazuje se u obliku struganja. Struganje čine trošine koje nosi voda, vjetar ili led, t.j. reljef se oblikuje udaranjem čvrstih čestica u plohe stijena. Korazija je specifična u oblikovanju u pustinji.:30. Također se pojavljuje u krškim predjelima.:31.